# Малый Кубанский мост (Сочи)
Висячий мост — пешеходный мост в Центральном районе города Сочи Краснодарского края России. Соединяет улицу Конституции с улицей Чайковского.

## История
Открыт 14 мая 1957 года.

## Описание
Однопролётный висячий мост на двух бетонных пилонных опорах, стоящих на берегах реки. Выглядит очень изящным. Пешеходное полотно моста сложено деревянными досками, поддерживающееся стальными конструкциями.